# Al-Mazula (Aleppo)
Al-Mazula (arab. المعزولة) – wieś w Syrii, w muhafazie Aleppo, w dystrykcie Afrin. W 2004 roku liczyła 201 mieszkańców.